# Религия на Островах Святой Елены, Вознесения и Тристан-да-Кунья
Религия на Островах Святой Елены, Вознесения и Тристан-да-Кунья — совокупность религиозных верований, присущих населению островов. Большинство населения островов Святой Елены, Вознесения и Тристан-да-Кунья исповедует Христианство.

## Христианство
Большинство жителей острова Святой Елены — англикане (74 %).
Англиканство было единственной религией до 1845 года, когда на остров прибыл баптистский миссионер Джеймс Бертрам, который основал первую официальную баптистскую церковь. В 1899 община стала частью Союза баптистов Южной Африки. В настоящее время на острове открыты 4 баптистские церкви, которые посещают 60—80 прихожан.
Единственная католическая церковь действует на Святой Елене с 1852 года. В 1884 году на остров прибыли офицеры Армии Спасения. Сегодня штаб Армии Спасения посещают 120 островитян. Адвентисты седьмого дня действуют с 1949 года (80 прихожан одной церкви). Пятидесятники представлены движением Международный путь, действующим с 1980 года (100 прихожан).
Помимо вышеперечисленных, на Святой Елене действует по одной общине пресвитериан и Новоапостольской церкви.
Свидетели Иеговы на острове действуют с 1933 года. Сейчас здесь 2 собрания, в которых служит 125 возвещателей, четверо из них — миссионеры. Примечательно то, что соотношение числа Свидетелей к населению в этой стране, согласно всемирному отчету Свидетелей Иеговы за 2014 служебный год, самое большое в мире — 1/33, в то время как среднее отношение во всем мире примерно 1/900.
Основной религией на острове Вознесения является протестантизм. В Джорджтауне находится англиканская церковь Святой Марии, также на острове есть небольшая Римско-католическая церковь.

## Другие
На островах Святой Елены, Вознесения и Тристан-да-Кунья есть незначительное количество иудеев, мусульман, буддистов и сторонников религии бахаи.